# Waššukanni
Waššukanni (anche Washshukanni) fu la capitale del regno di Mitanni, fiorito intorno al XV secolo a.C. Benché conosciuto da moltissimi testi, il sito non è stato ancora identificato: attualmente l'ipotesi maggiormente affermata la identifica con Tell Fekheriye, in Siria, presso il Khabur, un affluente dell'Eufrate.
La città si sviluppò per circa due secoli; della sua storia si conoscono principalmente due eventi: il saccheggio perpetrato dalle truppe ittite di Šuppiluliuma I che, dopo aver conquistato la città, misero sul trono Shattiwaza ed un secondo saccheggio effettuato dal re assiro Adad-nirari I intorno al 1290 a.C.